# Roberto Medina
Roberto Medina (* 18. April 1968 in Mexiko-Stadt) ist ein ehemaliger mexikanischer Fußballspieler, der zu Beginn seiner Laufbahn in der Abwehr und später im defensiven Mittelfeld agierte. Seit 2009 trainiert er die mexikanische U-20-Frauenfußballnationalmannschaft.

## Leben

### Verein
Medina begann seine Profikarriere 1988 bei den UNAM Pumas, mit denen er 1989 den  CONCACAF Champions Cup und 1991 die mexikanische Meisterschaft gewann.
1992 wechselte er zum CF Pachuca, für den er in der Saison 1992/93 insgesamt sieben Tore erzielte, so viel wie in keiner anderen Spielzeit. Am 18. Oktober 1992 gelangen ihm zwei Treffer zum 3:2-Sieg gegen Deportivo Toluca und am 21. November 1992 steuerte einen Treffer zum 5:0-Kantersieg gegen den Club América, den Erzrivalen seines vorherigen Arbeitgebers Pumas, bei. Die anderen vier Treffer gelangen ihm im Zeitraum von nur fünf Wochen zwischen dem 6. Februar 1993 (1:2 beim CD Veracruz) und dem 14. März 1993 (2:1 gegen Atlas).
Über die UAG Tecos, bei denen er in der Saison 1993/94 unter Vertrag stand und Teil jener Mannschaft war, die den einzigen Meistertitel in der Geschichte der Tecos gewann, kam er 1994 zum CF Monterrey, für den er mit 103 Einsätzen die meisten Erstligaspiele seiner Laufbahn absolvierte. Danach stand er von 1997 bis 1999 beim Club León, in der Saison 1999/00 beim Puebla FC und zuletzt beim Club Atlante unter Vertrag, wobei er bei den Potros seltener zum Einsatz kam und für jeweils eine Halbsaison an den CD Irapuato und den CD Veracruz ausgeliehen wurde. 2003 beendete er seine aktive Laufbahn beim in der zweitklassigen Primera División 'A' spielenden CD Zacatepec.

### Nationalmannschaft
Sein Debüt im Dress der mexikanischen Nationalmannschaft feierte Medina am 22. September 1993 in einem Testspiel gegen Kamerun, das 1:0 gewonnen wurde. Die letzten vier seiner insgesamt sechs Länderspieleinsätze bestritt Medina im Februar 1998 im Rahmen des CONCACAF Gold Cup 1998 in den USA. Sein letztes Spiel war der 1:0-Finalsieg gegen den Gastgeber und Mexikos Erzrivalen USA am 15. Februar 1998.

### Trainer
Nach seiner aktiven Laufbahn begann Medina eine Trainertätigkeit und ist seit 2009 für die mexikanische U-20-Frauenfußballnationalmannschaft verantwortlich, die er bei den WM-Turnieren 2010 und 2012 jeweils bis ins Viertelfinale führte.